# Poetiske tonebilder
Poetiske tonebilder is een compositie van Edvard Grieg. Grieg schreef dit werk in Kopenhagen. Gireg probeerde met dit werk los te komen van de Duitse romantiek, hetgeen slechts gedeeltelijke lukte. In 1862 rondde Grieg zijn studie in Lepizig af. Heel voorzichtig sluisde hij invloeden vanuit de Noorse volksmuziek zijn composities binnen. 
Het werk bestaat uit zes deeltjes, waarvan vijf nog geen twee minuten duren, deel 4 duurt bijna vijf minuten:
- Allegro ma non troppo
- Allegro cantibile
- con moto
- Andante con sentimento
- Allegro moderato
- Allegro scherzando

Benjamin Feddersen was bevriend met de familie Grieg.